# Мужская сборная Бразилии по хоккею на траве
Мужская сборная Бразилии по хоккею на траве (англ. Brasil men's national field hockey team) — мужская сборная по хоккею на траве, представляющая Бразилию на международной арене. Управляющим органом сборной выступает Конфедерация хоккея на траве и индорхоккея Бразилии (порт. Confederação Brasileira de Hoquei sobre a Grama e Indoor).
Сборная занимает (по состоянию на 6 июля 2015) 37-е место в рейтинге Международной федерации хоккея на траве (FIH).

## Результаты выступлений

### Мировая лига
- 2012/13 — 31-е место (выбыли во 2-м раунде)
- 2014/15 — ?? место (выбыли в 1-м раунде)

### Панамериканские игры
- 1967—2003 — не участвовали
- 2007 — 8-е место
- 2011 — не участвовали
- 2015 — 4-е место

### Панамериканский чемпионат
- 2000 — не участвовали
- 2004 — 10-е место
- 2009 — 7-е место
- 2013 — 7-е место

### Чемпионат Южной Америки
- 2003 — 5-е место
- 2006 — 5-е место
- 2008 — 4-е место
- 2010 — 4-е место
- 2013 —
- 2014 — 4-е место